# Jonathan Richards
Jonathan Richards (Birmingham, 31 de março de 1954) é um velejador britânico, medalhista olímpico. Ele competiu nos Jogos Olímpicos de Verão de 1984 na classe Flying Dutchman e conquistou a medalha de bronze, ao lado de Peter Allam. Dois anos antes, Richards e Allam terminaram em quinto lugar no Campeonato Mundial.